# ニューカッスル (軽巡洋艦・2代)
| 「ニューカッスル」 | |
| 艦歴               | |
| 発注               | |
| 起工               | 1934年10月4日 |
| 進水               | 1936年1月23日 |
| 就役               | 1937年3月5日 |
| 退役               | 1958年 |
| その後             | 1959年8月にスクラップとして売却 |
| 除籍               | |
| 性能諸元           | |
| 排水量             | 基準：9,100トン、 満載：11,350トン |
| 全長               | 558ft |
| 全幅               | 61 ft 8 in |
| 吃水               | 21 ft 6 in |
| 機関               | 海軍式三胴型重油専焼缶4基＋パーソンズ式オール・ギヤードタービン4基4軸推進、75,000 shp                                                                  |
| 最大速             | 32ノット (59 km/h) |
| 乗員               | 748名 |
| 兵装               | Mk XXIII 15.2cm（50口径）三連装砲4基 Mk XVII 10,2cm（45口径）高角砲連装4基 2ポンド4連装ポムポム砲2基 12.7mm四連装機銃2基 53.3cm水上魚雷発射管三連装2基 |

ニューカッスル (HMS Newcastle, C76) は、イギリス海軍の軽巡洋艦。タウン級。艦名はイングランド北東部の都市ニューカッスル・アポン・タインに因む。その名を持つ艦としては7隻目。

## 艦歴
ニューカッスルはヴィッカース・アームストロング社で1934年10月4日に起工した。1936年1月23日にノーサンバーランド公爵夫人によって命名、進水し、1937年3月5日に就役した。就役後は第2巡洋艦戦隊に加わり、第二次世界大戦勃発時は修理の途中にあった。作業が完了すると1939年9月半ばに第18巡洋艦戦隊に加わり本国艦隊と共に活動した。当初の任務は西方での貿易保護であり、続いて北方哨戒任務に加わった。
第二次世界大戦初期の1940年10月17日にニューカッスルはイギリス海峡でドイツ駆逐艦と交戦した。この海戦は船団攻撃に出撃していたドイツ駆逐艦ハンス・ロディ、カール・ガルスター、フリードリッヒ・イーン、エーリヒ・シュタインブリンクが発見され、ニューカッスルと軽巡洋艦エメラルド、第5駆逐群の駆逐艦ジャッカル、ジュピター、カシミール、ケルヴィン、キプリングが出撃したことで発生した。海戦はイギリス側がドイツ側を追撃する形となったが、結局ドイツ側が逃走に成功した。この海戦ではイギリス側に損害はなく、ドイツ側の損害も軽微であった。更にこの期間、海上で126日間連続して活動するという記録を作っている。
1940年11月23日、フェロー諸島とアイスランドとの間で哨戒任務についていた補助巡洋艦ラワルピンディがドイツの巡洋戦艦シャルンホルスト、グナイゼナウと遭遇し、撃沈された。ラワルピンディと同じく哨戒任務中であったニューカッスルと軽巡洋艦デリーはその現場に向かった。ニューカッスルはドイツ艦を発見したが、シャルンホルストとグナイゼナウはニューカッスルを発見すると逃走に移った。それを追跡したニューカッスルであったが、悪天候やレーダー未搭載であったことから見失ってしまった。
ニューカッスルは1940年11月27日のスパルティヴェント岬沖海戦に参加し、その功績で第二次世界大戦における唯一の勲章を受章した。
12月1日にニューカッスルはジブラルタルを離れてフリータウンへと向かい、12月5日に仮装巡洋艦「カーナヴォン・キャッスル」と交戦したドイツ仮装巡洋艦「トール」の捜索を12月10日から開始した。1941年4月にはWS7船団の護衛をおこない、それからサイモンズタウンでドック入りして修理を実施。5月18日、ナミビア沖でヴィシーフランス船Saint Lombort Bieを停船させ、同船を護衛してケープタウンへ向かい、翌日武装商船プレトリア・キャッスルに引き渡した。1941年7月25日9時45分、ニューカッスルはラプラタ川河口の南東約600マイルで北ドイツロイドの貨物船Erlangenを発見。Erlangen乗員は自沈を試み、結局同日深夜に沈没した。8月26日、フリータウン到着。3日後にカリブ海行き船団を護衛して同地を離れ、さらにバミューダまで船団を護衛した後、サウスボストンで修理に入った。それからデヴォンポートに移ってレーダーの搭載をおこない、1942年1月27日に第4巡洋艦戦隊に配属された。2月15日からダーバンまで兵員輸送船団を護衛し、以後しばらくアフリカ東岸で船団護衛に従事。6月には地中海に移り、7日にアレキサンドリアに到着。
1942年6月にはヴィガラス作戦に参加し船団護衛を行った。
アレキサンドリア出航4日後にニューカッスルは1隻のSボートによる雷撃をうけ、艦首を貫通する穴が開いた。乗組員は直ちに対処し、4ノットの低速でアレキサンドリアに帰還したが修理を行うことができず、自らで修理を行う場所を提供された。これは損傷箇所の後にコンクリートで強化した木製隔壁を取り付けなければならないことを意味した。隔壁はインド、セイロン島、南アフリカおよびブラジルで絶えず交換され、10月後半にニューヨークのブルックリン海軍工廠に到着、新たな艦首が続く10週間で構築された。

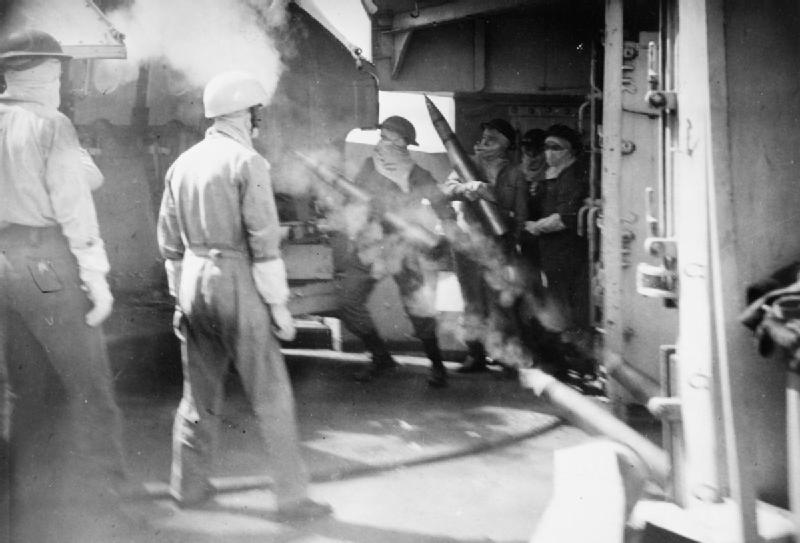
朝鮮戦争におけるニューカッスル

ニューヨークを出航したニューカッスルはプリマスに向かい、その後セイロンで東洋艦隊に合流、第4巡洋艦戦隊の旗艦となる。東洋艦隊では日本軍の保持する島々に対する多くの砲撃任務に参加し、イギリス第14軍がビルマで活動するのを支援した。
第二次世界大戦後ニューカッスルは1952年にオーバーホールが行われ、その後朝鮮戦争に参加した。朝鮮戦争では旗艦任務に従事し、国連軍の支援として艦砲射撃を行った。1950年代後半にはマラヤ危機に対処した。
ニューカッスルは1959年に退役し、スクラップとして売却された。